# Dodecaneso
O Dodecaneso (em grego: Δωδεκάνησα; em grego clássico: Δωδεκάνησος, que significa "doze ilhas") é um grupo de ilhas gregas na extremidade leste do mar Egeu, junto à costa sudoeste da Turquia.
O nome "Dodecaneso" originalmente corresponde às Cíclades, mas foi transferido às presentes ilhas durante o período otomano. Na verdade, há quinze grandes ilhas no Dodecaneso: Agathonísi, Astilapeia, Halki, Calímnos, Cárpatos, Kassos, Kastelorizo, Cós, Lipsi, Leros, Nisyros, Patmos, Rodes, Symi e Tilos, além de 93 ilhotas.